# Avon River (vattendrag i Kanada, Ontario)
Avon River är ett vattendrag i Kanada.   Det ligger i provinsen Ontario, i den sydöstra delen av landet, 500 km sydväst om huvudstaden Ottawa.
Trakten runt Avon River består till största delen av jordbruksmark. Runt Avon River är det ganska tätbefolkat, med 134 invånare per kvadratkilometer.